# Сибилла, принцесса Люксембургская
Сиби́лла, принцесса Люксембургская (фр. Sibilla, la princesse de Luxembourg), урождённая Сиби́лла Са́ндра Вейле́ (фр. Sibilla Sandra Weiller; 12 июня 1968, Нёйи-сюр-Сен, Франция) — принцесса Люксембургская.

## Биография
Сибилла Сандра Вейле родилась 12 июня 1968 года в Нёйи-сюр-Сен (Франция) в семье аристократов Поля-Анника Вейле (1933—1998) и Донны Олимпии Торлонии ди Цивителлы-Цези (род.1943) — праправнучки королевы Виктории и внучки короля Испании Альфонса XIII и королевы Испании Виктории Баттенбергской по прямой женской линии. Всего у Сибиллы был один брат и четыре сестры: Поль Вейле (умер), Лора Вейле (умерла), Алики Беатрис Вейле, Козима Вейле и Домитилла Вейле.
С 8 сентября 1994 года Сибилла замужем за Гийомом, принцем Люксембургским. У супругов четверо детей:
- Поль Луи Жан Мари Гийом, принц Нассау (4 марта 1998)
- Леопольд Гийом Мари Жозеф, принц Нассау (2 мая 2000)
- Шарлотта Вильгельмина Мария да Глория, принцесса Нассау (2 мая 2000)
- Жан Андре Гийом Мари Гэбриел Марк д'Авиано, принц Нассау (13 июля 2004)